# Halkantit
Halkantit je modro zelen vodotopen bakrov sulfatni mineral, ki se običajno pojavlja oksidacijskih področjih bakrovih depozitov. Mineral je zaradi topnosti v vodi bolj pogost v suhih področjih depozitov. Njegovo ime je sestavljeno iz grških besed χαλκός [halkós] — baker in ἄνθος [anthos] — cvet.  
Halkantit kristalizira s petimi molekulami vode in je najpogostejši član skupine podobnh hidratiziranih sulfatov. Drugi sulfati imajo identično sestavo, samo da je bakrov ion zamenjan z manganom (jokokuit, MnSO4 • 5H2O), železom (siderotil, FeSO4 • 5H2O) ali magnezijem (pentahidrit, MgSO4 • 5H2O).

## Nahajališča
Največje količine halkantita so v rudniku Chuquicamata (Mehika) in na jugozahodu ZDA (Utah, Nevada).
V Sloveniji je redek. Našli so ga samo v litijskem rudniku. V idrijskem rudniku naj bi vseboval železo, zato so za imenovali siderotil.

## Uporaba
Halkantit je ena od bakrovih rud. Ker je mineral dobro topen v vodi, kristalizira, se raztaplja in ponovno kristalizira kot skorja na vseh poršinah bolj vlažnih delov rudišč. Halkantit se zato v večjih količinah najde samo v najbolj suhih delih rudišča. 
Halkantit je zaradi lepih barv in lepo oblikovanih kristalov priljubljen med zbiralci mineralov. Ker mineral rad veže in odceplja vodo, njegova kristalna struktura počasi razpada in se nazadnje popolnoma poruši, zato mora biti primerno zaščiten pred vlago. Lepi kristali se lahko razvijejo tudi umetno, zato je njegovo poreklo pri prodajalcih mineralov pogosto vprašljivo.

## Spremljajoči minerali
Halkantit nastaja v oksidiranih bakrovih depozitih, zato ga pogosto spremljajo drugi bakrovi minerali. Najpogostejši spremljajoči minerali so:
- kalcit in njegov polimorf aragonit, oba CaCO3,
- brohantit, Cu4(SO4)(OH)6,
- halkopirit, CuFeS2,
- malahit, Cu2(CO3)(OH)2 in
- melanterit, FeSO4 • 7H2O.